# Jean-René Trochet
Pour l’article homonyme, voir Norbert Trochet.
 (août 2024).
Jean-René Trochet (né le 19 septembre 1950) est un conservateur de musée, universitaire, géographe, ethnologue et essayiste français.

## Parcours
Titulaire d’une maîtrise d’histoire médiévale (1972) et d’un diplôme de l’EHESS en archéologie médiévale (1973), effectué au sein de l’équipe de Jean-Marie Pesez au Musée national des Arts et Traditions populaires (MNATP), Jean-René Trochet devient conservateur contractuel (1976) puis conservateur titulaire (1979) et conservateur en chef au MNATP (1993). Responsable du département « agriculture, élevage, chasse, pêche » du musée, et des réserves de celui-ci à l’abbaye de Saint-Riquier (Somme), il succède en 1981 à Jean Cuisenier à la chaire d’ « Ethnographie française » de l’Ecole du Louvre, qu’il occupera jusqu’en 1995. Entre 1986 et 1993, il  contribue à faire échouer plusieurs tentatives de détournement idéologique du MNATP. 
Chargé de cours à l’Université Paris-Sorbonne en 1982, il y présente une « Habilitation à diriger des recherches » en 1992 sous la direction de Philippe Bruneau et de Paul Claval, après avoir intégré le laboratoire « Espace et culture » dirigé par Paul Claval en 1991. Elu professeur dans cette université en 1995, il crée et dirige le DEA  « Géographie historique, politique et culturelle » puis le master « Culture, politique, patrimoine », au sein de l’UFR de Géographie et Aménagement.
Son élection à l’Université Paris-Sorbonne lui permet d’inscrire ses recherches dans le champ de la géographie historique et culturelle. De l’axe artefacts-territoires développé au MNATP pour l’étude des objets et techniques de la vie rurale, il passe à l’axe artefacts-communautés/sociétés locales-pouvoirs et formes de domination, en conservant dans l’ensemble le cadre chronologique imparti au MNATP pour la société traditionnelle en France –  de le fin de l’Antiquité au xxe siècle – mais en  l’ouvrant à l’Europe.  Cette orientation lui permet aussi de préciser,  à la suite de Charles Parain, la place de l’ ethnologie dans l’étude de l’espace et de la « longue durée » des sociétés traditionnelles européennes.
Dans plusieurs de ses ouvrages, il montre les solutions adoptées par les pouvoirs lors de certaines périodes de mutation dans l’histoire européenne – l’expansion du christianisme hors de l’Empire romain aux ve-xe siècles,  les transformations imposées aux campagnes à partir du second Moyen Âge dans une partie de l’Europe – pour limiter, faire disparaître ou transformer les formes indigènes d’organisation de la société et du territoire. Inversement, il met en valeur  les conditions et les formes du maintien des communautés et sociétés locales, tant  au sein des Empires de l’Europe orientale (Empire byzantin, Empire ottoman, Empire russe, Empire des Habsbourg), que dans certaines contrées des Etats de l’Europe occidentale constitués à partir du premier Moyen Âge.  Dans les deux cas, il souligne notamment les difficultés posées aux pouvoirs  par la justice vindicatoire dans les processus d’accès à l’Etat, rejoignant ainsi une thématique toujours en vigueur dans certaines parties du monde contemporain.

## Ouvrages
- L’architecture rurale française : Bretagne, Paris, Berger-Levrault, 1985, 239 p (avec Daniel Le Couédic).
- Catalogue des collections agricoles du Musée national des Arts et traditions populaires, Paris, Édition des Musées nationaux, 1987, 272 p.
- Aux origines de la France rurale. Outils, pays et paysages, Paris, CNRS Éditions, 1993, 167 p.
- La Géographie historique de la France, Paris, Presses universitaires de France, 1997, 126p.
- Géographie historique : Hommes et territoires dans les sociétés traditionnelles, Paris, Nathan, 1998, 254 p.
- Aires culturelles et civilisations traditionnelles, Paris, Ellipses, 2000, 143 p.
- Les maisons paysannes en France et leur environnement, XVe – XXe siècle, Paris, Créaphis, 2006, 605 p.
- La France rurale : maisons paysannes et petit patrimoine (avec Dominique Repérant), Paris, éditions du Chêne, 2006, 268 p.
- Les campagnes en France et en Europe, de la fin du Moyen Âge au XXe siècle. Outils, techniques et sociétés, Paris, PUPS, 2008, 298 p.
- De l'empire à la tribu. États, villes, montagnes en Albanie du Nord (VIe – XVe siècle), Paris, PUPS, 2016, 326 p.
- L'Europe avant l’État. Tribus, clans et voisinage en Europe. De l'Antiquité au XXe siècle, Rennes, Presses universitaires de Rennes, 2022, 401 p.
- Les Romains après Rome. Sociétés, territoires, identités, Paris, Armand Colin, 2022, 224 p.

### Direction d'ouvrages
- Véhicules agricoles des régions de France : matériaux pour une ethnologie historique (dir. avec Édouard de Laubrie), Paris, Association Française des Musées d'Agriculture et Mission du Patrimoine Ethnologique, 1994, 600 p.
- Jardinages en région parisienne, du XVIIe au XXe siècle (dir. avec Jean-Jacques Péru et Jean-Michel Roy), Paris, Créaphis, 2002, 380 p.
- Où en est la géographie historique ? (dir. avec Philippe Boulanger), Paris, L'Harmattan, 2005, 347 p.
- Le travail comme catégorie culturelle, 127e congrès national des sociétés historiques et scientifiques, Nancy, 2002 [organisé par le Comité des travaux historiques et scientifiques], Paris, Éd. du Comité des travaux historiques et scientifiques, 2008, 163 p.
- Maisons paysannes en Europe occidentale, XVe – XXIe siècle, Paris, PUPS, 2008, 371 p.
- Le paysage d'aujourd'hui à hier, d'hier à aujourd'hui, 135e Congrès national des sociétés historiques et scientifiques, Neuchâtel, 2010 [organisé par le Comité des travaux historiques et scientifiques], Paris, Éd. du Comité des travaux historiques et scientifiques , 2011.
- « Langues, communautés et territoires en France. Recherches et enquêtes en ethnologie  et en linguistique », Bulletin de liaison des sociétés savantes, mars 2012, n°14, Comité des travaux historiques et scientifiques, 173 p.
- L'univers d'un géographe. Mélanges en l'honneur de Jean-Robert Pitte, Paris, PUPS, 2017 (dir. avec Guy Chemla et Vincent Moriniaux), 657 p.

### Participation à des ouvrages collectifs
- Villages et maisons de Lorraine (textes réunis par Guy Cabourdin et Jean Lanher), Nancy, Presses universitaires de Nancy, Éditions Serpenoise, 1982.
- Muséologie et ethnologie, Paris, Éditions de la Réunion des musées nationaux, 1987.
- Arts et traditions populaires, Nouvelles acquisitions. Quérir, Choisir, exposition du 17 novembre 1987 au 28 mars 1988, Paris, Ministère de la Culture et de la Communication, 1987.
- La Révolution française et l'Europe 1789-1799 (XXe exposition du Conseil de l'Europe), Paris, Ministère de la Culture, de la Communication, des Grands Travaux et du Bicentenaire, Éditions de la Réunion des musées nationaux, 1989, 3 tomes.
- Seine-et-Marne. Encyclopédies régionales, Paris, Christine Bonneton Éditeur, 1989.
- Le meuble régional en France, Musée national des arts et traditions populaires, exposition du 19 octobre 1990 au 25 février 1991.
- (es) I. Jornadas Internacionales sobre tecnologia agraria tradicional, Madrid, Ministerio de Cultura, Museo nacional del pueblo espanol, 1993.
- Généalogie de l'Europe. De la Préhistoire au XXe siècle (sous la direction de Pierre Lamaison), Paris, Hachette, 1994.
- (es) Antropologia de la transmission hereditaria, Simposio Internacional Antropologia y Herencia, Ferrol, 4-5 de noviembre 1998, éditeur : Jose Antonio Fernandez de Rota Y Monter, Universidade Da Coruna, sd.
- Voitures, chevaux et attelages du XVIe au XIXe siècle (sous la direction de Daniel Roche), Paris, Établissement public du musée et du domaine national de Versailles, 2000.
- La Société agricole de la Vienne au XIXe et XXe siècles  (sous la direction de Frédéric Chauveau), La Crèche, Geste éditions, 2001.
- La demeure dans l'Europe méditerranéenne, XVIe – XXe siècle (actes recueillis par Laure Pellicer, Henri Michel, Elie Pélaquier), Centre d'histoire moderne et contemporaine de l'Europe méditerranéenne et de ses périphérie, Université Montpellier III, 2003.
- La géographie des risques dans le monde (sous la direction de Gabriel Wackermann), Paris, ellipses, 2004.
- Atlas culturel des Alpes occidentales. De la Préhistoire à la fin du Moyen Âge (sous la direction de Colette Jourdain-Annequin), Paris, Picard, 2004.
- Aires culturelles, aires linguistiques dans les Alpes occidentales (sous la direction de Colette Jourdain-Annequin), Grenoble, Les Cahiers du CRHIPA, 2004.
- La maison rurale en pays d'habitat dispersé, de l'Antiquité au XXe siècle(Textes réunis par Annie Antoine), Rennes, Presses universitaires de Rennes, 2005.
- Barbares et civilisés dans l'Antiquité, Cahiers Kubaba n°VII, Paris, L'Harmattan, 2005.
- La France : aménager les territoires (ouvrage collectif sous la direction de Gabriel Wackermann), Paris, Ellipses, 2008.
- La vie rurale dans l'Est parisien (XVIe – XXIe siècle), Communauté d'agglomération de la Vallée de la Marne, 2009.
- La culture matérielle, un objet en question : Anthropologie, archéologie et histoire (sous la direction de Luc Bourgeois, Danièle Alexandre-Bidon, Laurent Feller), Caen, Presses universitaires de Caen, 2018.
- Archéologie de la maison vernaculaire (direction Jean-Yves Dufour), Paris, Éditions Mergoil, 2020, 520 p.